# Wyższa Szkoła Biznesu – National Louis University z siedzibą w Nowym Sączu

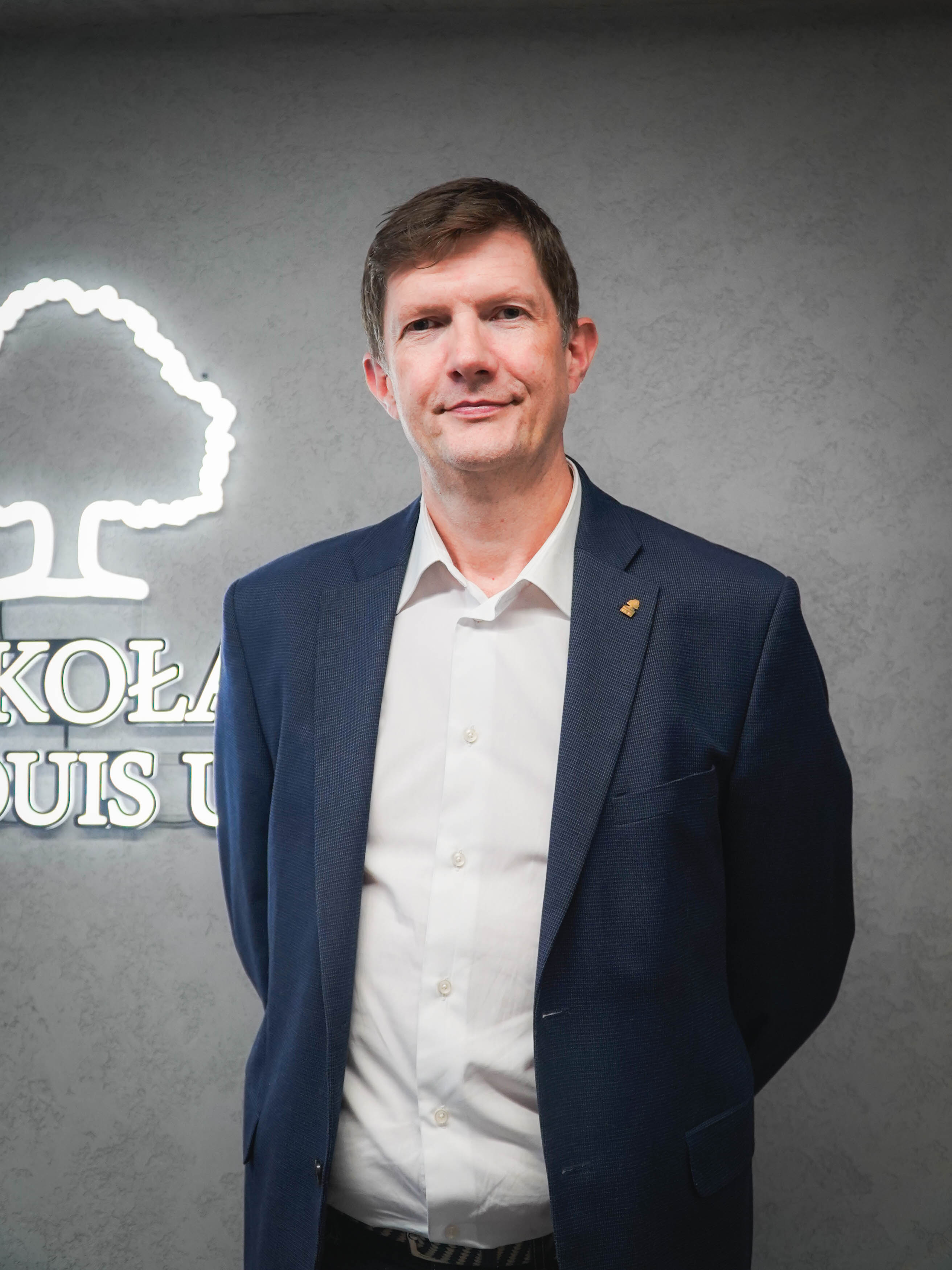
Prof. WSB-NLU dr Dariusz Woźniak

Wyższa Szkoła Biznesu – National Louis University z siedzibą w Nowym Sączu (WSB-NLU) – niepubliczna uczelnia, jedna z pierwszych w Polsce. Oferuje studia licencjackie, inżynierskie, magisterskie oraz jednolite magisterskie na kierunkach: informatyka, zarządzanie, psychologia, prawo oraz studia podyplomowe. Jako pierwsza w Polsce oferowała, obok polskiego dyplomu licencjata, amerykański dyplom Bachelor of Arts oraz wprowadziła udogodnienia dla studentów w postaci wirtualnego dziekanatu oraz elektronicznego indeksu. Obecnie uczelnia działa w oparciu o system zarządzania Cloud Academy™ nagrodzonego podczas XI edycji konkursu Najwyższa Jakość QI 2017 jako największy projakościowy program w Polsce. Konkurs organizowany pod patronatem Katedry Zarządzania Jakością Uniwersytetu Ekonomicznego w Krakowie, Polskiego Komitetu Normalizacyjnego i Polskiej Agencji Rozwoju Przedsiębiorczości. Uczelnia posiada ocenę dobrą udzieloną przez Polską Komisję Akredytacyjną.

## Władze
Władze WSB-NLU (2025):
- Prezydent: dr Krzysztof Pawłowski
- Rektor: dr Dariusz Woźniak, prof. WSB-NLU
- Prorektor: dr Michał Jasieński, prof. WSB-NLU
- Dziekan: dr Jerzy Choroszczak, prof. WSB-NLU
- Prodziekan: dr hab. Jadwiga Lizak, prof. WSB-NLU
- Prodziekan: dr Krzysztof Przybycień
- Prodziekan: dr Michał Mółka
- Prodziekan: dr Sebastian Zupok
- Prodziekan: dr Ewelina Sobocha
- Kanclerz: mgr Przemysław Bochenek
- Dyrektor Zarządzający: mgr Sławomir Piętka
- Kwestor: mgr Dorota Knopf
- Pełnomocnik Rektora: dr hab. Dariusz Reśko, prof. WSB-NLU
- Pełnomocnik Rektora: dr hab. Tadeusz Mędzelowski, prof. WSB-NLU
- Pełnomocnik Rektora: dr Piotr Czarnecki

## Historia
- 1 października 1991 – Wyższa Szkoła Biznesu rozpoczęła swoją działalność jako Sądecko-Podhalańska Szkoła Biznesu.
- 8 maja 1992 – podpisanie umowy z National Louis University w Chicago; w jej wyniku powstała WSB-NLU realizująca program nauczania przekazany przez NLU[10].
- 30 września 1992 – Minister Edukacji Narodowej prof. Andrzej Stelmachowski zarządził wpis do rejestru niepaństwowych szkół wyższych Wyższej Szkoły Biznesu – National Louis University w Nowym Sączu. WSB-NLU – otrzymała uprawnienia do kształcenia na studiach licencjackich na kierunku Zarządzanie i Marketing.
- 1993 – zakupienie budynku przy ul. Zielonej 27 w Nowym Sączu, który obok Pałacu Stadnickich w Nawojowej stał się główną siedzibą uczelni.
- październik 1993 – umowa o współpracy pomiędzy Craig School of Business California State University (USA) a WSB-NLU (granty na prowadzenie przez profesorów amerykańskich pełnych kursów wykładowych dla studentów WSB-NLU oraz na kształcenie i staże kadry).
- maj 1995 – podpisanie umowy z Maastricht School of Management o wspólnej realizacji programu Master of Business Administration.
- maj 1995 – WSB-NLU po raz pierwszy wygrała ranking „Wprost” dla uczelni niepaństwowych, w kategorii programów biznesowych zajęła II miejsce za SGH wyprzedzając wszystkie polskie uniwersytety i akademie ekonomiczne.
- 1997 – WSB-NLU jako pierwsza uczelnia w Polsce uzyskała akredytację Stowarzyszenia Edukacji Menedżerskiej „FORUM”.
- 1998 – uczelnia uzyskała zgodę ministra do nadawania stopnia magistra na kierunku zarządzanie i marketing.
- 1999 – zgoda ministra na utworzenie nowego kierunku na studiach licencjackich – informatyki.
- 25 września 1999 – uroczyste odsłonięcie Pomnika Absolwenta – dzieła rzeźbiarza Andrzeja Pasonia.
- 4 listopada 1999 – podpisanie umowy z NLU, dzięki której akredytacją NCA objęte zostały dwa programy licencjackie: zarządzanie i marketing oraz informatyka, a absolwenci poza polskim tytułem licencjata uzyskują także jego amerykański odpowiednik – tytuł Bachelor of Arts.
- 1999  – rektor Krzysztof Pawłowski odebrał z rąk Premiera Jerzego Buzka nagrodę dla WSB-NLU przyznaną w konkursie „Pro Publico Bono”, na najlepszą inicjatywę obywatelską, zorganizowanym z okazji 10-lecia wolnej Polski.
- 2000 – dołączenie przez szkołę do grona uczelni otrzymujących certyfikat Microsoft Certified Professional. Dzięki umowie z firmą Microsoft, studenci WSB-NLU uzyskali możliwość otrzymywania tytułu MCP w jednej z trzech kategorii: inżynier systemowy, programista oraz administrator baz danych.
- 2002 – otworzono koleją część dydaktyczną – budynek C oraz bibliotekę wraz z czytelnią elektroniczną.
- 9 listopada 2002 – kapituła nagrody Kisiela przyznawanej przez tygodnik Wprost ogłosiła, że laureatem tegorocznej edycji został rektor WSB-NLU Krzysztof Pawłowski.
- 2002 – uprawnienia do prowadzenia studiów licencjackich na kierunku Politologia – wcześniej kursy z zakresu nauk politycznych, historii, filozofii i stosunków międzynarodowych oferowane były jako przedmioty kształcenia ogólnego na kierunkach zarządzanie i marketing oraz informatyka.
- 2002 – uruchomienie studiów na kierunku Management, prowadzonych w całości w języku angielskim.
- listopad 2003 – umowa o współpracy z DePaul University (Chicago). W ramach tej współpracy w WSB-NLU prowadzone są 2-letnie studia z informatyki, którego absolwenci otrzymują dyplom Master of Science in Computer Science.
- 2003 – zaplecze dydaktyczne szkoły zostało powiększone o halę sportową i boiska wielofunkcyjne.
- 2004 – Krzysztof Pawłowski został wybrany Przedsiębiorcą Roku w konkursie Ernst & Young.
- czerwiec 2005 – w WSB-NLU zorganizowane zostały finały 17 Międzynarodowej Olimpiady Informatycznej.
- 2005 – uprawnienia do prowadzenia jednolitych studiów magisterskich na kierunku psychologia.
- 2007 – WSB-NLU rozpoczęła współpracę z Google.
- wrzesień 2007 – uprawnienia do prowadzenia uzupełniających studiów magisterskich na kierunku politologia.
- marzec 2009 – startuje DRIMAGINE – pierwsza w Polsce szkoła animacji i grafiki 3D wsparta przez laureata Oscara, Zbigniewa Rybczyńskiego.
- październik 2011 – Akademia Drimagine przenosi się do Warszawy.
- grudzień 2011 – WSB-NLU uzyskała nowego właściciela – „Porozumienie na rzecz przyszłości WSB-NLU”, w skład którego wchodzi Kapitałowa Grupa Energetyczna S.A., Konsorcjum Uczelni Wyższych Futurus i Konsorcjum Uczelni Niepublicznych E-uczelnia.
- 2015 – powołanie Instytutu Diagnostyki, Opiniodawstwa i Pomocy Psychologicznej WSB-NLU[11].
- 2016 – powołanie Centrum Badań i Programowania – wewnętrzną jednostkę WSB-NLU, która zajmuje się tworzeniem wszelkiego typu projektów informatycznych dla edukacji, szkolnictwa wyższego oraz biznesu.
- Międzynarodowa Konferencja Biblioteczna 2018 pt. „Biblioteka przyszłości”.”
- 2020 – otwarcie filii w Raciborzu.
- 2020 – rekomendacja przyznana systemowi Cloud Academy przez Ministerstwo Nauki i Szkolnictwa Wyższego jako system przystosowany do zdalnego nauczania studentów.
- 2020 – utworzenie wyspecjalizowanej jednostki zajmującej się popularyzacją studiów w modelu RealTime Online (hybrydowym) – UNIWERSYTET WIRTUALNEJ EDUKACJI
- 2021 – otwarcie Filii w Kielcach.
- styczeń 2022 – podpisanie porozumienia między WSB-NLU a Wojewódzkim Urzędem Pracy[12].
- 12 kwietnia 2022 – podpisanie porozumienia między WSB-NLU a Województwem Małopolskim[13].
- 13 maja 2022 – podpisanie porozumienia między WSB-NLU a Rzecznikiem Małych i Średnich Przedsiębiorstw[14].
- 18 grudnia 2024 - otwarcie Student's House - Akademika WSB-NLU, wybudowanego na terenie kampusu[15].
- 24 czerwca 2025 - podpisanie porozumienia między WSB-NLU a Izbą Rzemieślniczą oraz Małej i Średniej Przedsiębiorczości w Tarnowie[16].

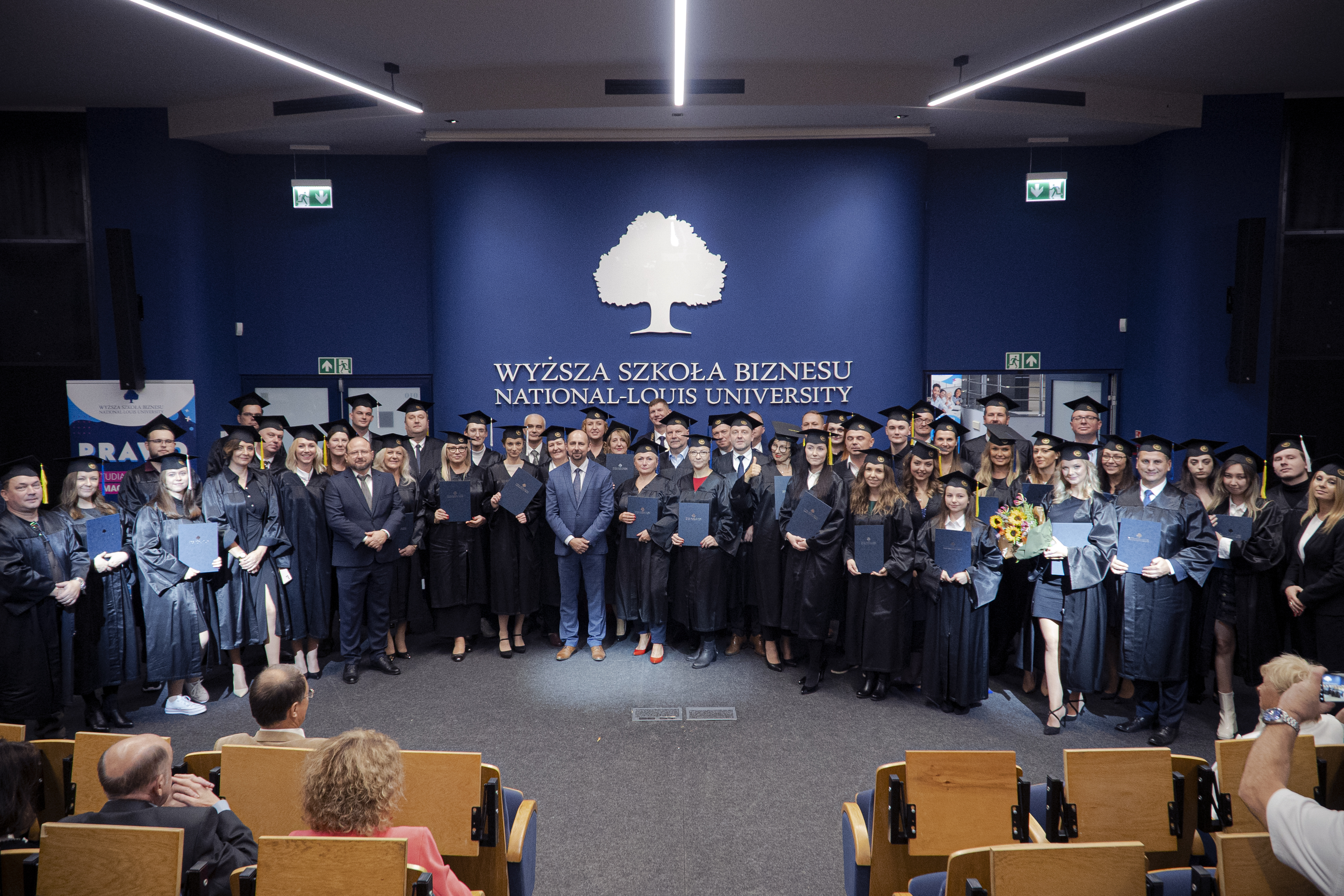
Graduacja Absolwentów

## Rodzaje i kierunki studiów
- zarządzanie: studia licencjackie i magisterskie w formie stacjonarnej, niestacjonarnej oraz niestacjonarnej interaktywnej (hybrydowej) – RealTime Online (studia przez Internet przy użyciu platformy Cloud Academy)
- informatyka: studia inżynierskie w formie stacjonarnej, niestacjonarnej oraz niestacjonarnej interaktywnej (hybrydowej) – RealTime Online (studia przez Internet przy użyciu platformy Cloud Academy)

- psychologia: 5-letnie jednolite studia magisterskie w formie stacjonarnej, niestacjonarnej oraz niestacjonarnej interaktywnej (hybrydowej) – RealTime Online (studia przez Internet przy użyciu platformy Cloud Academy)

- prawo: 5-letnie jednolite studia magisterskie w formie stacjonarnej, niestacjonarnej oraz niestacjonarnej interaktywnej (hybrydowej) – RealTime Online (studia przez Internet przy użyciu platformy Cloud Academy)Inauguracja Roku Akademickiego

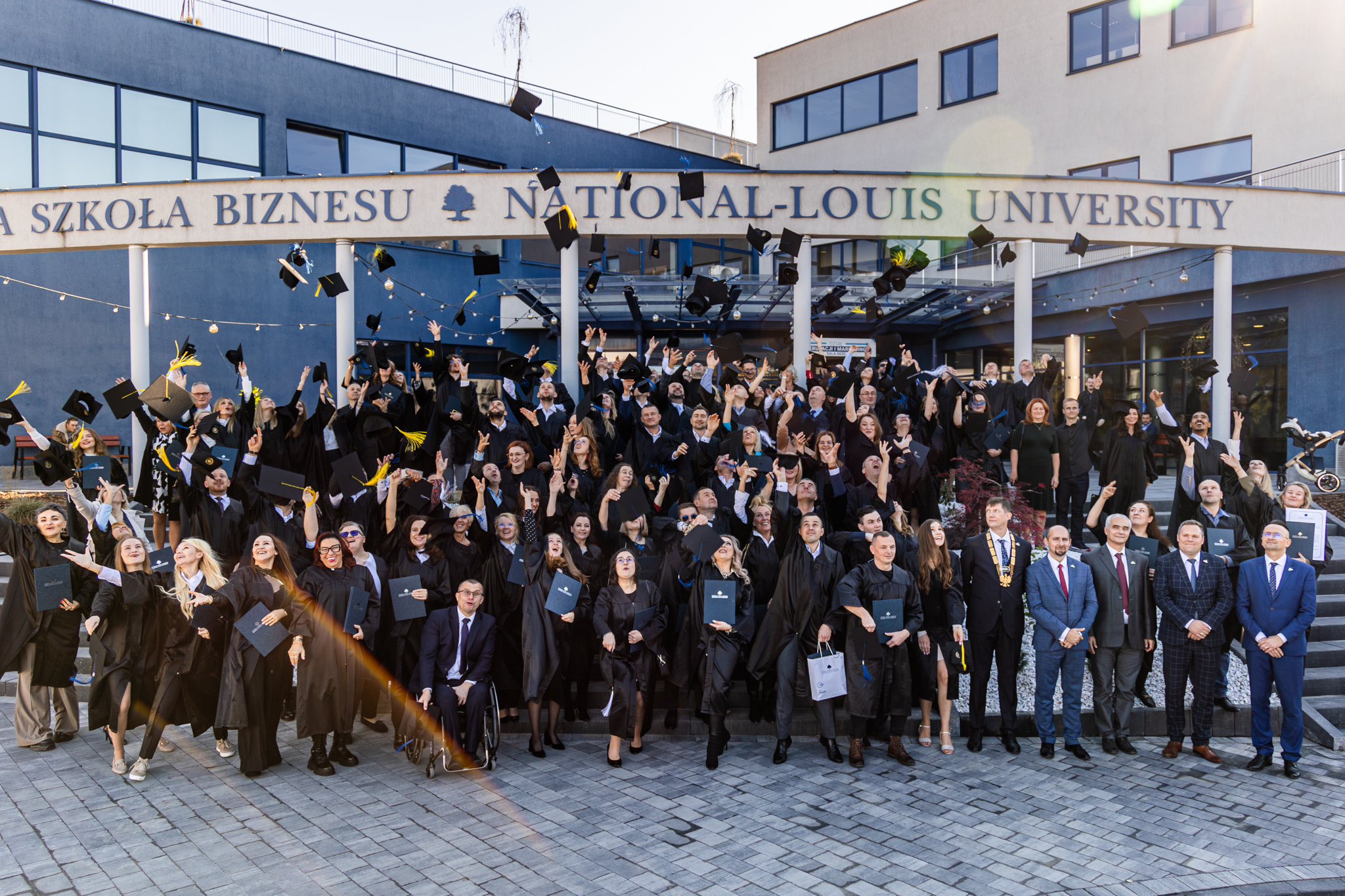
Inauguracja Roku Akademickiego

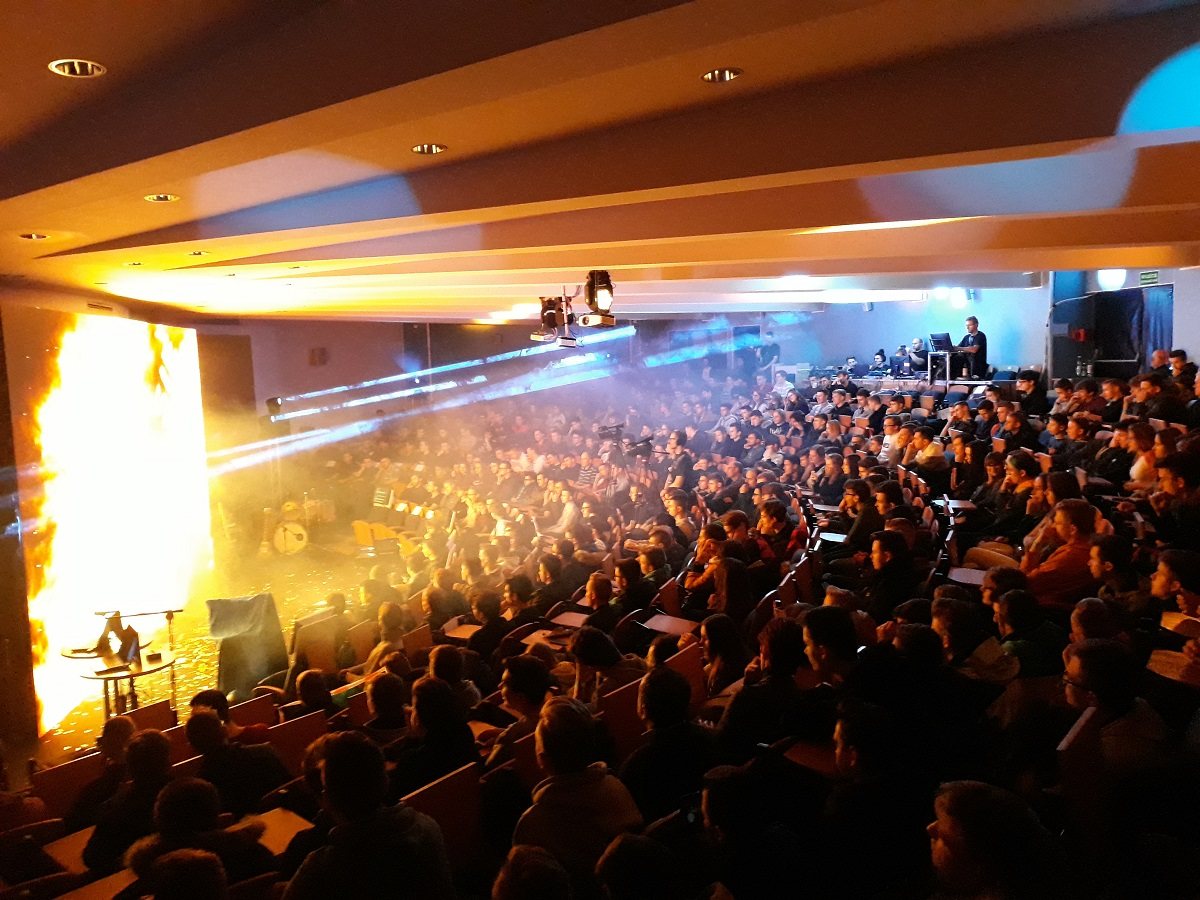
Główna aula WSB-NLU

### Interaktywne studia przez Internet przy pomocy platformy Cloud Academy
W tym modelu zajęcia odbywają się analogicznie do studiów niestacjonarnych, tj. piątek po godzinie 17:00, sobota i niedziela - średnio dwa zjazdy w miesiącu.
- Wykłady odbywają się na terenie uczelni oraz dodatkowo są transmitowane za pomocą systemu Cloud Academy™ oraz są archiwizowane na platformie.
- Ćwiczenia odbywają się wyłącznie w formie zdalnej, z wykorzystaniem systemu Cloud Academy™.

Studenci otrzymują ten sam dyplom co studenci tradycyjnych studiów niestacjonarnych.
Student może uczestniczyć w interaktywnych zajęciach za pomocą dowolnego urządzenia mobilnego z dostępem do Internetu, po zakończeniu wykładów ma możliwość ich ponownego odtwarzania dowolną ilość razy w dogodnym dla siebie momencie do końca roku akademickiego (wszystkie wykłady są na bieżąco archiwizowane w systemie).

## Pozycja rynkowa
Wyższa Szkoła Biznesu – National Louis University została uhonorowana nagrodą Prezesa Rady Ministrów – Pro Publico Bono dla najlepszej inicjatywy społecznej lat dziewięćdziesiątych. Krzysztof Pawłowski, twórca WSB-NLU został w 2003 roku uhonorowany tytułem Przedsiębiorcy Roku w konkursie przeprowadzanym przez Ernst & Young.

### Rankingi i nagrody
- Czerwiec 2025 - TUZ Biznesu w kategorii "Innowacje w Edukacji"[17]
- Kwiecień 2025 – Ranking Forbes Najlepsi Pracodawcy 2025[18]
- Listopad 2024 – Nagroda „Symbol synergii nauki i biznesu 2024” dla WSB-NLU[19]
- Październik 2024 – Odznaczenie Medalem „Zasłużony dla Ziemi Sądeckiej” dla Rektora WSB-NLU za działalność naukową, społeczną oraz gospodarczą w ścisłej współpracy z Uczelnia[20]
- Czerwiec 2024 – Nagroda „Uczelnia przyszłości” w ramach 9. Forum Inteligentnego Rozwoju w Gdańsku[21]
- Kwiecień 2024 – Medal Komisji Edukacji Narodowej dla Rektora Uczelni, dr Dariusza Woźniaka, prof. WSB-NLU[22]
- Grudzień 2023 – odznaczenie „Zasłużony dla Nauki Polskiej Sapientia et Veritas” dla przedstawicieli Władz Uczelni – Rektora WSB-NLU, dr Dariusza Wożniaka, prof. WSB-NLU, Prezydenta – dr Krzysztofa Pawłowskiego, oraz Dziekana WSB-NLU, dr Jerzego Choroszczaka, prof. WSB-NLU[23]
- Listopad 2023 – Symbol 2023: Strateg Nowoczesnego Kształcenia[24]
- 2023 Certyfikat nadzwyczajny (Studia z przyszłością) – Lider Jakości Kształcenia – Informatyka studia 1 stopnia[25]
- 2023 Certyfikat akredytacyjny (Studia z przyszłością) – Zarzadzanie I stopnia[25]
- 2023 Certyfikat akredytacyjny (Studia z przyszłością) – Zarzadzanie II stopnia[25]
- 2023 Certyfikat akredytacyjny (Studia z przyszłością) – Informatyka I stopnia[25]
- 24 maja 2022 Certyfikat ECJiP ISO 9001[26]
- 2022 Znak jakości małopolskich standardów usług edukacyjno-szkoleniowych[27]
- 2022/2023 WSB-NLU w gronie najczęściej wybieranych uczelni niepublicznych studiów niestacjonarnych wg rankignu MEiN[28]
- Listopad 2022 Otrzymanie nagrody „FUNDAMENT” od Polskiego Kongresu Przedsiębiorczości[29]
- 2021/2022 WSB-NLU w gronie najczęściej wybieranych uczelni niepublicznych studiów niestacjonarnych wg rankignu MEiN[30]
- 2020/2021 WSB-NLU w gronie najczęściej wybieranych uczelni niepublicznych studiów niestacjonarnych wg rankignu MEiN[28]

- 2018 Pierwsze miejsce w konkursie portalu Perspektywy na najlepszy event rekrutacyjny

- 2017 Certyfikat – godło: najwyższa jakość Quality International 2017[31]
- 2017 przyznanie systemowi Cloud Academy nagrody w kategorii „Produkt” w konkursie Najwyższa Jakość Quality International organizowanym pod patronatem PARP, Polskiego Komitetu Normalizacyjnego oraz Katedry Zarządzania Jakością Uniwersytetu Ekonomicznego w Krakowie
- 2017 Wyższa Szkoła Biznesu – National Louis University w gronie najchętniej wybieranych Uczelni w Polsce według rankingu MNiSW
- 27 maja 2010 Akademickie Centrum Informacji – „Najbardziej innowacyjna i kreatywna Uczelnia w Polsce” – III miejsce
- 25 maja 2010 Home&Market – III miejsce dla studentów MBA
- 10 maja 2010 „Wprost” – III miejsce w kategorii „Uczelnie niepubliczne biznesowe”
- Czerwiec 2009 Raport Cogito – III miejsce w Rankingu Środowiska Akademickiego w kategorii „Uczelnia prestiżowa”
- 2008 RANKING UCZELNI W OPINII DYREKTORÓW PERSONALNYCH. W kategorii uczelni niepublicznych: II miejsce wśród uczelni kształcących na kierunku Informatyka, IV miejsce wśród uczelni kształcących na kierunku Politologia, V miejsce wśród uczelni kształcących na kierunku Zarządzanie
- 13 czerwca 2007 „Polityka” – Trzecie miejsce wśród uczelni niepaństwowych w kategorii Politologia
- 27 maja 2007 „Wprost” – Najlepsza niepaństwowa szkoła biznesu i zarządzania
- 19 kwietnia 2007 „Rzeczpospolita” – Wysoko oceniony potencjał naukowy (ocena parametryczna). Najwyżej ocenione warunki studiowania (kategorie: baza dydaktyczna, prenumerata zagranicznych czasopism, komputeryzacja zasobów bibliotecznych). WSB-NLU najwyżej oceniona przez
- 3 czerwca 2006 „Polityka”. Potencjał kadrowy kierunku Politologia został najwyżej oceniony spośród wszystkich badanych uczelni
- 21 maja 2006 „Newsweek”. Znaczący wzrost notowań wartości absolwentów WSB-NLU na rynku pracy
- 2 maja 2006 „Wprost”. Po raz 13 WSB-NLU zajęła I miejsce w rankingu tygodnika „Wprost”, wśród uczelni niepaństwowych w kategorii „Gdzie studiować zarządzanie biznesem”
- 19 kwietnia 2006 „Rzeczpospolita”. WSB-NLU jako Uczelnia najlepiej oceniana przez pracodawców
- Marzec 2006 „Home&Market”. Najlepsza prywatna wyższa szkoła biznesu w Małopolsce
- 18 kwietnia 2005 „Wprost”. WSB-NLU trzy razy najlepsza w ocenie zaplecza intelektualnego szkoły, procesu kształcenia oraz szans kariery zawodowej i warunków studiowania
- 12 kwietnia 2005 „Rzeczpospolita”. WSB-NLU najlepsza w oczach pracodawców
- 11 kwietnia 2005 ERGO. WSB-NLU – druga wśród prywatnych, biznesowych szkół wyższych
- 3 kwietnia 2005 „Newsweek”. Wysoka pozycja absolwentów WSB-NLU na rynku pracy
- 2 kwietnia 2005 „Polityka”. Trzecie miejsce wśród placówek niepaństwowych w kategorii Ekonomia – Zarządzanie
- Marzec 2005 „Home&Market” 2005. Szóste miejsce w ocenie warunków studiowania
- 26 kwietnia 2004 „Wprost”. Najlepsza niepaństwowa, biznesowa szkoła wyższa
- 14 kwietnia 2004 „Rzeczpospolita” i „Perspektywy”. Absolwenci WSB-NLU najbardziej poszukiwanymi pracownikami
- 3 kwietnia 2004 „Polityka”. II miejsce w kategorii Ekonomia i Zarządzanie oraz III miejsce w kategorii Informatyka wśród uczelni niepaństwowych
- 16 marca 2004 „Newsweek”. Skuteczność w przygotowaniu absolwentów do zdobycia dobrej pracy
- 23 września 2003 Krzysztof Pawłowski Przedsiębiorcą Roku 2003, za realizowanie misji kształcenia na najwyższym poziomie
- 12 maja 2003 „Wprost”. Najlepsza niepaństwowa biznesowa szkoła wyższa
- 24 kwietnia 2003 Trzyosobowa drużyna studentów II roku Zarządzania i Marketingu oraz Informatyki w składzie: Barbara Żbik–Badek, Janusz Garścia i Andrzej Szymczak po raz kolejny wygrała międzynarodowy konkurs „Global Marketplace Competition”.
- 18 kwietnia 2003 L’Oreal Marketing Award wygrany przez studentów WSB-NLU
- 15 kwietnia 2003 „Rzeczpospolita” i „Perspektywy”. W rankingu uczelni wyższych WSB-NLU zajęła czwarte miejsce
- 1 kwietnia 2003 „Home&Market”. W rankingu szkół niepaństwowych WSB-NLU zajęła II miejsce
- 31 marca 2003 „Home&Market”. Szóste miejsce pod względem Absolwentów na samodzielnych stanowiskach
- 29 marca 2003 „Polityka”. WSB-NLU zajęła II miejsce wśród uczelni niepaństwowych
- 9 listopada 2002 Nagroda Kisiela dla Rektora WSB-NLU
- 13 maja 2002 „Wprost”. WSB-NLU najlepsza w klasyfikacji „Gdzie studiować zarządzanie biznesem”, w kategorii „Gdzie studiować informatykę?” sądecka uczelnia zdobyła drugie miejsce wśród uczelni niepaństwowych
- 8 maja 2002 Marketplace. Studenci zdobyli pierwsze miejsce w Międzynarodowym Konkursie „Global Internet Market Place Competition” organizowanym przez Uniwersytet Tennessee, Knoxville, USA
- 17 kwietnia 2002 „Polityka”. Wyższa Szkoła Biznesu – National Louis University zajęła 2 miejsce wśród uczelni niepaństwowych
- 9 kwietnia 2002 „Rzeczpospolita” i „Perspektywy”. WSB-NLU zajęła 2 miejsce